# Xiaolu Guo
Xiaolu Guo (kinesiska: 郭小櫓, pinyin: Guō Xiǎolǔ), född 1973 i Zhejiang-provinsen i Kina, är en kinesisk författare och filmregissör bosatt i London.

## Biografi
Xiaolu Guo föddes 1973 i Zhejiang-provinsen i Kina. Som nyfödd blev hon bortlämnad då hennes föräldrar inte hade möjlighet att ta hand om henne, men hennes fosterföräldrar kunde inte försörja henne så vid två års ålder flyttade hon in med sina farföräldrar. När hon hade fyllt sju år flyttade hon in med sina biologiska föräldrar i Wenling. Fadern introducerade henne till västerländsk litteratur, till exempel Walt Whitman och Ernest Hemingway.
Guo flyttade i sena tonåren till Peking där hon studerade vid Pekings filmhögskola. Hon bodde i Peking i tio år och kom då att influeras av den radikala konstscen som fanns i staden under 1990-talet. Efter tio år i Peking lämnade hon Kina 2002 och flyttade till London. Hon har beskrivit det som att kombinationen av politik och kommersialism i Peking blev överväldigande. Sedan hon flyttade till Europa har Guo förutom London bott och undervisat i Berlin, Hamburg, Zürich, Bern, och Paris. Hon har sagt att hon ”hör hemma i Europa”.

## Författarkarriär
När hon lämnade Kina hade Guo redan publicerat sex böcker på kinesiska. Guos första roman på engelska, Kortfattad kinesisk-engelsk ordbok för älskande, utkom 2007. Den är skriven på medvetet bruten engelska och handlar om den unga kinesiska kvinnan Zhuang som kommer till Storbritannien för att förbättra sin engelska. Zhuang beskriver sin vardag på bristande engelska och läsaren får ta del av kulturkrockar, relationer och Zhuangs sexuella uppvaknande. Boken nominerades till Orangepriset 2007. Den översattes till svenska av Ulla Danielsson och gavs ut på Alfabeta bokförlag 2008.
Guos andra roman på engelska var UFO in Her Eyes, som utkom 2009. Boken utspelade sig 2012 och huvudpersonen Kwok Yun, en kvinna i en avlägsen by i södra Kina, rapporterara att hon har sett ett underligt flygande metallföremål. Byn får snart besök av nationell säkerhetspersonal som genomför undersökningar och håller vittnesförhör. Romanen var en omarbetning av en tidigare kinesisk text av Guo.
År 2015 utgavs Guos tredje roman på engelska, Jag är Kina. Romanen berättas genom en samling av brev mellan de älskande Kublai Jian och Deng Mu. Genom deras brev berättas Kinas moderna historia, från massakern på Himmelska Fridens torg fram till 2011. Breven knyts ihop av en ramberättelse om översättaren Iona Kirkpatricks försök att tyda dem. Romanen finns översatt till svenska av Ulla Danielsson och Lotta Danielsson och gavs ut på Alfabeta bokförlag 2015.
Guos memoarer under titeln Once upon a Time in the East gavs ut 2017. Boken finns på svenska med titeln Du ska resa till de nio kontinenterna : mitt liv i och utanför Kina i översättning av Ulrika Jannert Kallenberg. Den svenska översättningen gavs ut 2018 på Alfabeta bokförlag.
Guos senaste roman utkom 2020 med titeln A Lover's Discourse. Titeln anspelar på Roland Barthes bok med samma titel. Den nominerades till Goldsmiths Prize.